# Hard Times (Paramore)
Hard Times è un singolo del gruppo musicale statunitense Paramore, il primo estratto dal loro quinto album in studio After Laughter, pubblicato il 19 aprile 2017.

## Descrizione
Il brano, scritto da Hayley Williams e Taylor York, è stato pubblicato in contemporanea all'annuncio, sui principali social network, del quinto album di inediti dei Paramore. Il gruppo ha anticipato la sua pubblicazione con un quotidiano cambio di immagini sul suo profilo Facebook che è andato a formare, l'ultimo giorno, il poiuyt presente nella copertina di After Laughter. È il primo singolo dei Paramore dal 2010 con il batterista Zac Farro, ritornato a suonare con il gruppo nel 2016, e il primo dal 2006 senza il bassista Jeremy Davis, che ha lasciato la formazione nel 2015.

## Video musicale
Il video musicale, diretto da Andrew Joffe, vede i tre membri dei Paramore suonare il brano in uno scenario psichedelico e colorato.

## Tracce
Testi e musiche di Hayley Williams e Taylor York.
1. Hard Times – 3:02

## Formazione
Paramore
- Hayley Williams – voce, tastiera, sintetizzatore, percussioni
- Taylor York – chitarra, xilofono, tastiera, sintetizzatore, cori
- Zac Farro – batteria, percussioni, cori

Altri musicisti
- Justin Meldal-Johnsen – basso, tastiera, sintetizzatore

## Classifiche
| Classifica (2017)          | Posizione massima |
| -------------------------- | ----------------- |
| Australia                  | 61                |
| Canada                     | 65                |
| Irlanda                    | 54                |
| Nuova Zelanda              | 42                |
| Portogallo                 | 85                |
| Regno Unito                | 34                |
| Scozia                     | 14                |
| Stati Uniti                | 90                |
| Stati Uniti (adult top 40) | 24                |
| Stati Uniti (alternative)  | 13                |
| Stati Uniti (rock)         | 6                 |
| Stati Uniti (rock airplay) | 17                |
| Stati Uniti (rock digital) | 5                 |